# Gasteiner Ache
La Gasteiner Ache est une rivière autrichienne qui coule dans le land de Salzbourg, et un affluent de la Salzach qui se jette dans l'Inn puis dans le Danube.

## Géographie
Sa longueur est de 40 km, elle passe par les communes de Bad Gastein, Bad Hofgastein et Dorfgastein.